# 斯蒂亚尔南男子足球队
史達蘭男子足球队，是冰岛的体育俱乐部斯蒂亚尔南青年协会里的男子足球队，位于加尔扎拜尔。现时参加冰岛顶级的足球联赛冰島足球超級聯賽。

## 球會榮譽
- 冰島足球超級聯賽
  - 冠軍（1）： 2014